# سری واگرا
در ریاضیات، سری واگرا به یک سری نامحدود گفته می‌شود که همگرا نباشد. این بدان معناست که دنبالهٔ نامتناهی جمع اجزاء سری به عددی محدود نشود. اگر دنباله‌ای واگرا باشد، حد جملهٔ عمومی آن در بی‌نهایت برابر صفر می‌باشد. بدین ترتیب اگر این مقدار برای یک سری برابر صفر نشود، آن سری واگراست. با این حال این شرط به تنهایی برای اثبات همگرایی یک سری کافی نیست، و همهٔ سری‌هایی که حد جملهٔ عمومی آنها در بی‌نهایت برابر صفر می‌شود واگرا نیستند. معروف‌ترین مثال این موضوع، سری هارمونیک است:
{\displaystyle 1+{\frac {1}{2}}+{\frac {1}{3}}+{\frac {1}{4}}+{\frac {1}{5}}+\cdots =\sum _{n=1}^{\infty }{\frac {1}{n}}.}
واگرایی سری هارمونیک ابتدا توسط ریاضیدان زمان قرون وسطی، نیکول اورسم اثبات شد. این مثال نشان می‌دهد که یک سری برای همگرا بودن احتیاج به داشتن شرایط دیگری نیز دارد.